# Stadion Maksimir
Das Stadion Maksimir, kurz Maksimir, ist ein Fußballstadion in der kroatischen Hauptstadt Zagreb. Es ist das größte Stadion des Landes und Heimspielstätte des kroatischen Rekordmeisters Dinamo Zagreb. Die Spielstätte liegt im gleichnamigen Stadtviertel im Nordosten der Stadt, die Eigentümerin des Stadions ist. Auf der anderen Straßenseite liegt der Zoo Zagreb im Maksimir-Park. Die Kapazität ist gegenwärtig auf 24.851 Zuschauer begrenzt.

## Geschichte
Das Maksimir wurde am 5. Mai 1912 eröffnet und trägt den Namen des gleichnamigen Bezirks Maksimir. Es ist der Spielort von Dinamo Zagreb und dient der kroatischen Fußballnationalmannschaft neben dem Stadion Poljud, Heimat von Hajduk Split, in Split als Hauptspielort. Das Maksimir war neben dem Stadion Roter Stern, Spielstätte vom FK Roter Stern Belgrad, Austragungsort der Fußball-Europameisterschaft 1976. Neben sportlichen Veranstaltungen werden hier auch Konzerte und andere kulturelle Ereignisse ausgetragen.
Während der Partie zwischen Dinamo Zagreb und FK Roter Stern Belgrad am 13. Mai 1990 kam es auf den Tribünen und dem Spielfeld zu Auseinandersetzungen zwischen Fans des Heimvereins und der jugoslawischen Bundespolizei. Über das jugoslawische Fernsehen fanden diese Szenen Eingang in die Wohnzimmer der jugoslawischen Bevölkerung aller Republiken. Die Ereignisse rund um dieses Spiel werden im Nachhinein als Fanal der ein Jahr später beginnenden Jugoslawienkriege betrachtet.

### Renovierung 2011
Um die Auflagen der UEFA zu erfüllen, wurde das Stadion 2011 teilrenoviert. Dabei wurde eine Rasenheizung verlegt, die Sanitäranlagen generalsaniert und die Tribünen komplett mit Sitzen bestückt. Die Leichtathletikanlage wurde komplett entfernt und durch blauen Kunstrasen ersetzt. Die Presseräume wurden ebenfalls einer Rundumerneuerung unterzogen und es wurde eine neue V.I.P.-Loge eingerichtet. Die Kosten beliefen sich auf geschätzte 6,7 Mio. €, was umgerechnet ca. 50 Mio. HRK entspricht.

### Zukunft
Die Stadt als Eigentümerin plant die Renovierung des Stadions Maksimir. Dabei soll das bisher komplett unüberdachte Maksimir Tribünendächer erhalten. Die Maßnahmen sollten rund 37 Mio. Euro kosten und Anfang 2020 starten. Die Ränge im Norden und Westen werden saniert und überdacht. Diese Arbeiten sollen die Hälfte der Kosten ausmachen. In den letzten Jahren wurde öfter die Renovierung des Stadions geplant, doch zur Umsetzung kam es nicht. 2016 wurden sogar Pläne eines Neubaus durch den Verein Dinamo Zagreb bekannt. Mit der Ankündigung soll den Spekulationen über eine neue Spielstätte ein Ende gesetzt werden. Die Modernisierung des größten Stadions des Landes sei notwendig und die Stadt hofft, dass sich Dinamo, der kroatische Fußballverband HNS sowie der Staat an den Kosten beteiligen.
Anfang November 2019 vereinbarten die Stadt Zagreb und der Club Dinamo den Bau eines neuen Stadions, nach den FIFA- und UEFA-Standards, auf dem Grund des Maksimir. Auf der Jahreshauptversammlung hat der Vorstandschef von Dinamo, Mirko Barišić, den Auszug aus dem Stadion Maksimir angekündigt und über mehrere Jahre in andere Stadien zu Heimspielen anzutreten. Für die nationalen Partien plant man mit dem Stadion Kranjčevićeva von Stadtrivale NK Zagreb. Für internationale Spiele soll die neue Opus Arena des NK Osijek mit 13.000 Plätzen, die im Juli 2023 eröffnet wurde, genutzt werden. Für die Zagreber Fans wäre dies eine lange Anreise, da Osijek drei Autostunden entfernt, an der serbischen Grenze, liegt. Sollten die Planungen für das Bauprojekt durch die Stadt nicht schnell vorankommen, würde der Club eine neue Heimspielstätte für Dinamo und die Nationalmannschaft in Eigenregie bauen. Unter der Bedingung, dass das Stadion wieder in Besitz von Dinamo übergeben wird. Bis 1992 war das Maksimir im Besitz von Dinamo Zagreb.
Anfang Mai 2025 hat die Stadt Zagreb die Bauarbeiten am Stadion Kranjčevićeva, bis 2018 langjährige Heimat des NK Zagreb, aufgenommen und den Grundstein gelegt. Zuletzt nutzte Lokomotiva Zagreb die Spielstätte. Das Stadion Kranjčevićeva wird für 44 Mio. Euro, von der Stadt finanziert, neugebaut und soll als Übergangsheimat für Dinamo und Lokomotiva Zagreb dienen, bis ein Nachfolger für das Stadion Maksimir errichtet ist. Das Stadion Kranjčevićeva ist der erste Stadionneubau mit vier Tribünen in der kroatischen Hauptstadt seit 55 Jahren (Errichtung der Südtribüne im Stadion Maksimir 1969). Es soll von 5350 auf 11.163 Sitzplätze erweitert werden und die Anforderungen der UEFA-Kategorie 4 erfüllen. Der Komplex umfasst des Weiteren Infrastruktureinrichtungen wie einen neuen 6300 m² großen Platz, einen Parkplatz mit über 400 Stellplätzen sowie zusätzliche Einrichtungen für Sportler und Fans. Es ist ein 1 MW Solarkraftwerk geplant, das zur Energieunabhängigkeit beitragen soll. Mit den Bauarbeiten wurde die kroatische Abteilung des österreichischen Bauunternehmens Strabag beauftragt. Das Projekt ist auf 18 Monate ausgelegt und soll Ende 2026 abgeschlossen sein. Nach der Fertigstellung soll bis 2029 ein neues Stadion Maksimir entstehen, dass statt 26.000 insgesamt 34.000 Plätze bieten soll.

## Kapazität

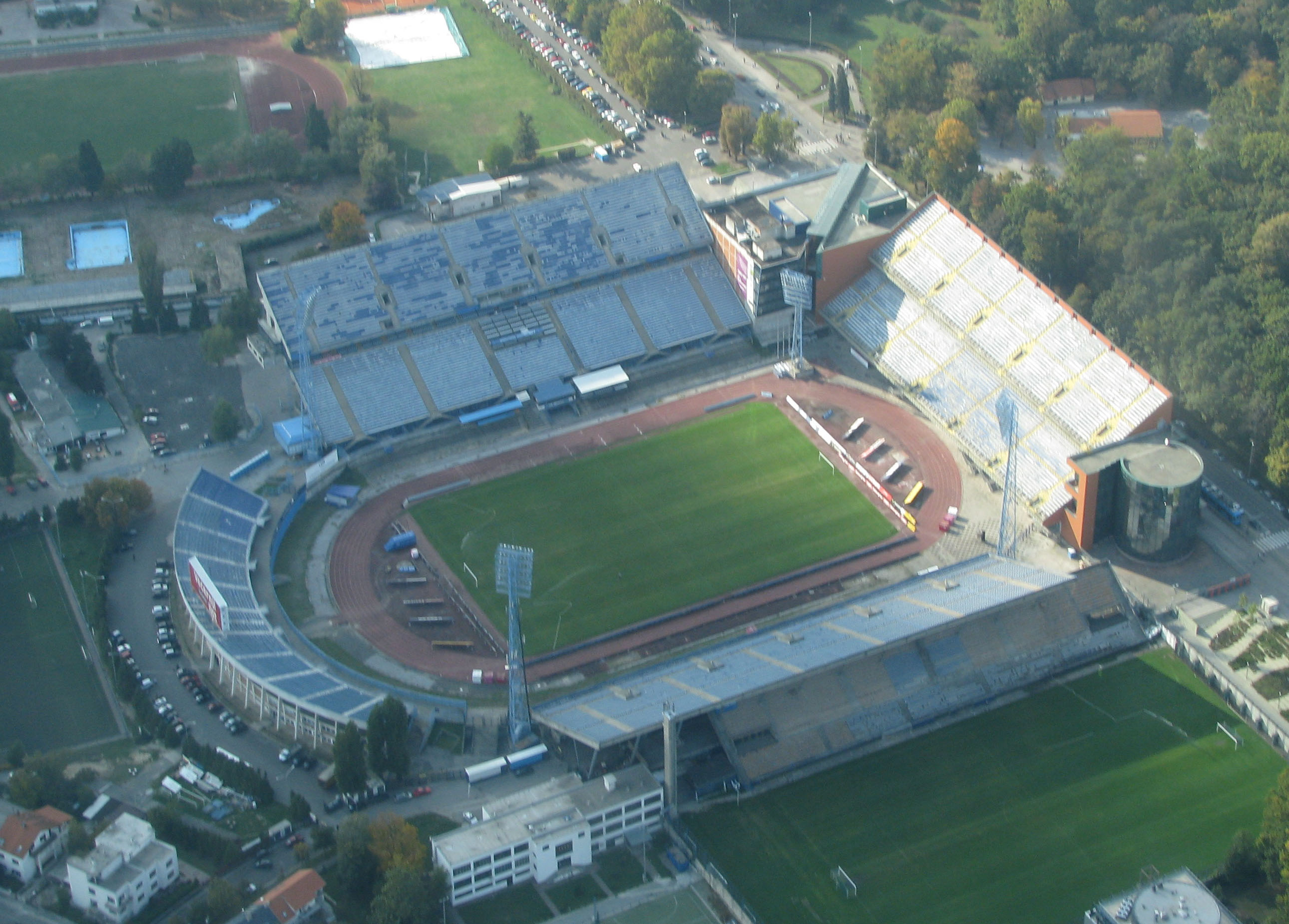
Das Stadion aus der Luft vor dem Umbau (2008)

Die Spielstätte von Dinamo bietet auf seinen Tribünen insgesamt 35.123 Sitzplätze. Neben den 34.367 unüberdachten Tribünenplätzen besitzt das Stadion 756 überdachte Logenplätze auf dem Oberrang der Westtribüne. Im März 2020 wurde die Osttribüne wegen eines Erdbebens gesperrt, da der Rang seit dem Beben einsturzgefährdet ist. Daher sind im Stadion momentan nur 24.851 Plätze zur Nutzung freigegeben.
- Gesamt: 35.123 Plätze
- Nordtribüne, Oberrang: 4510 Plätze
- Nordtribüne, Unterrang: 4950 Plätze
- Westtribüne, Oberrang: 4918 Plätze
- Westtribüne, Unterrang: 6369 Plätze
- Osttribüne: 9514 Plätze (für Zuschauer gesperrt)
- Südtribüne: 3932 Plätze

## Galerie

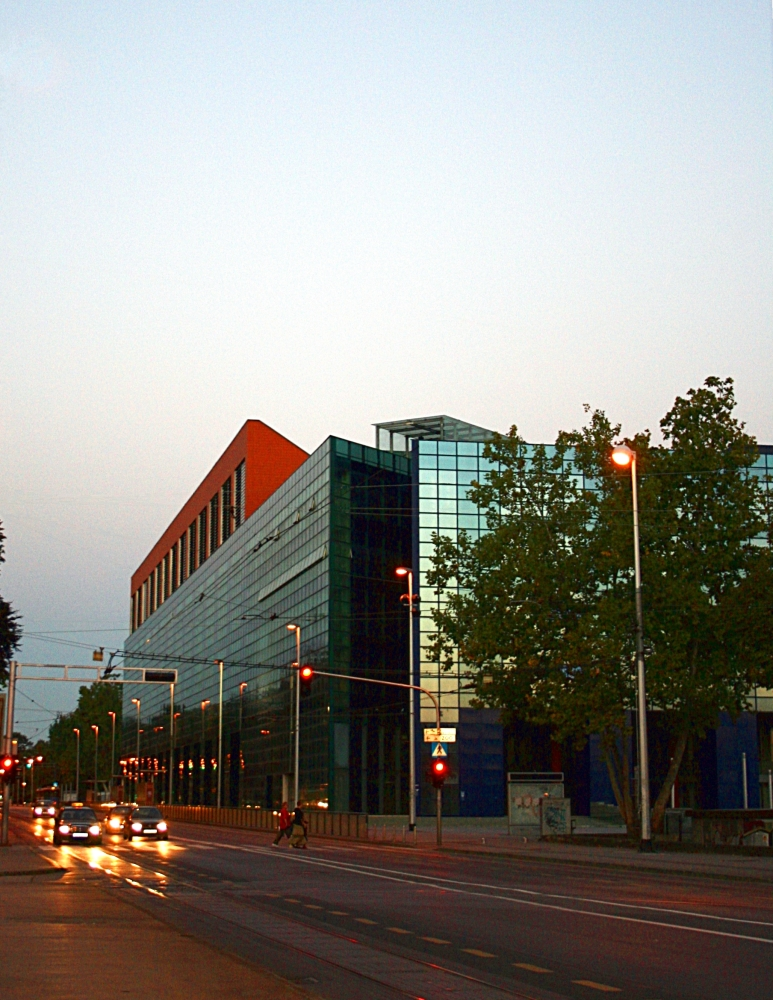
Außenansicht des Stadions Maksimir (2007)
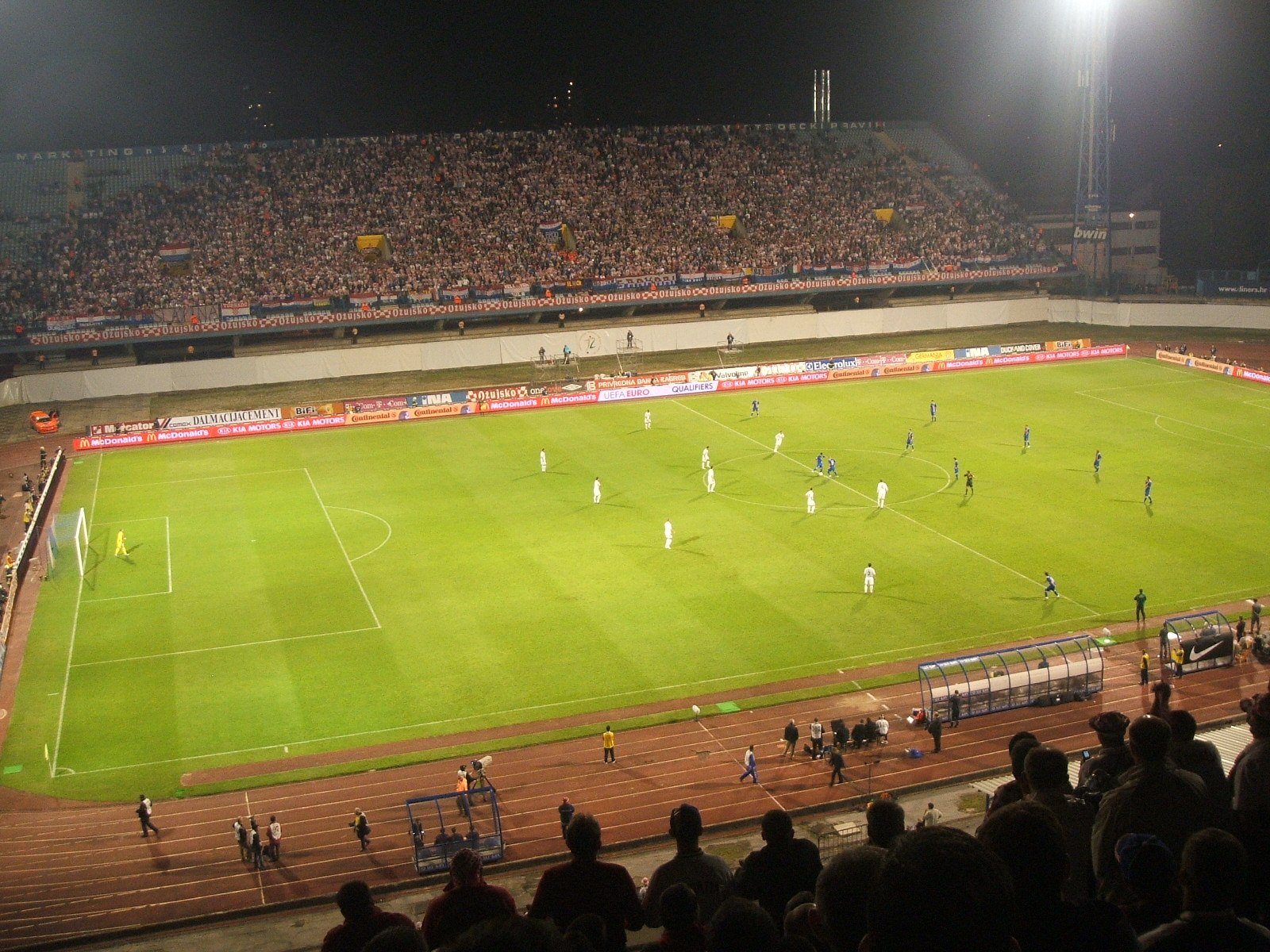
Länderspiel zwischen Kroatien und England am 11. Oktober 2006
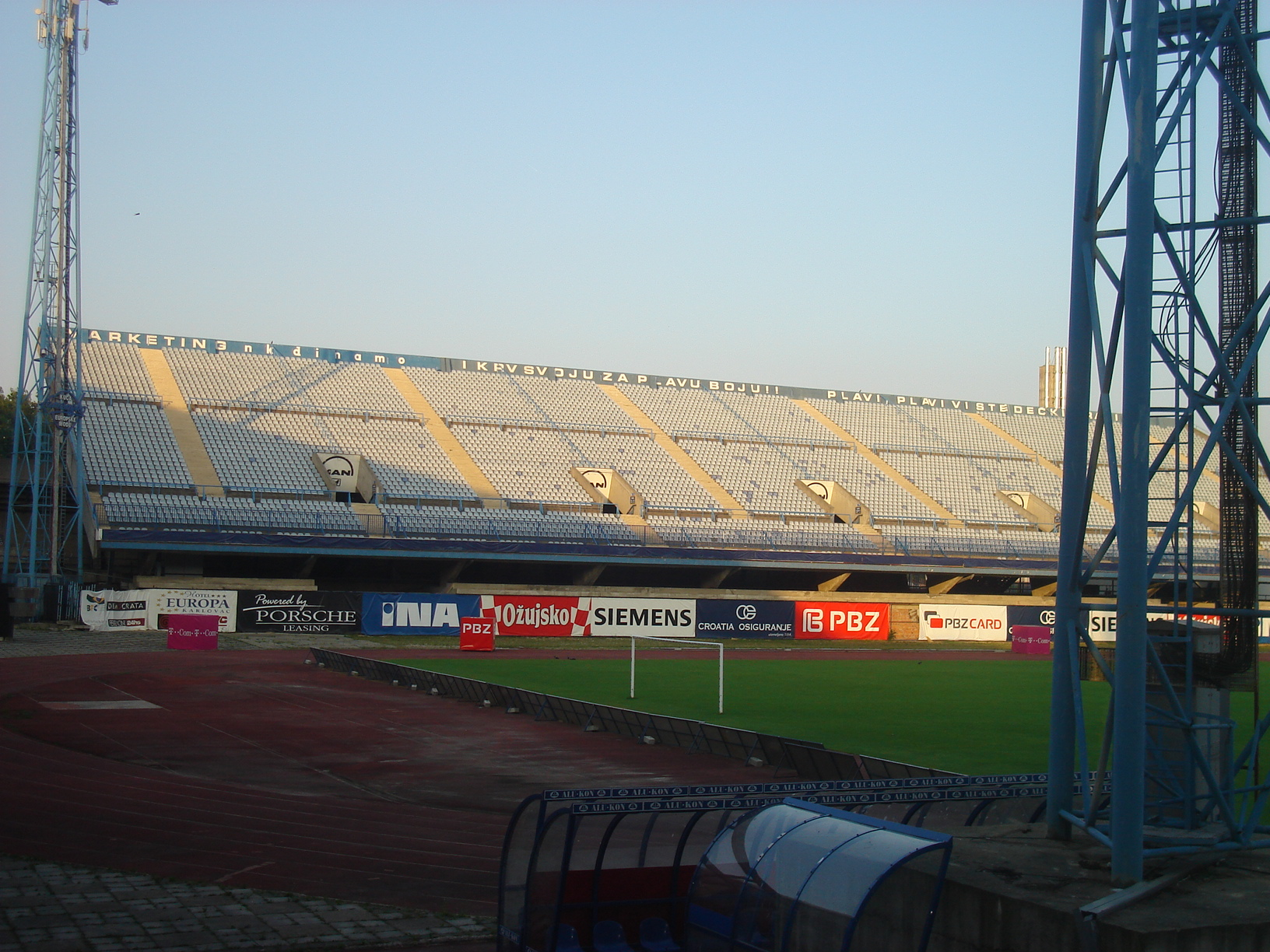
Osttribüne (2009)
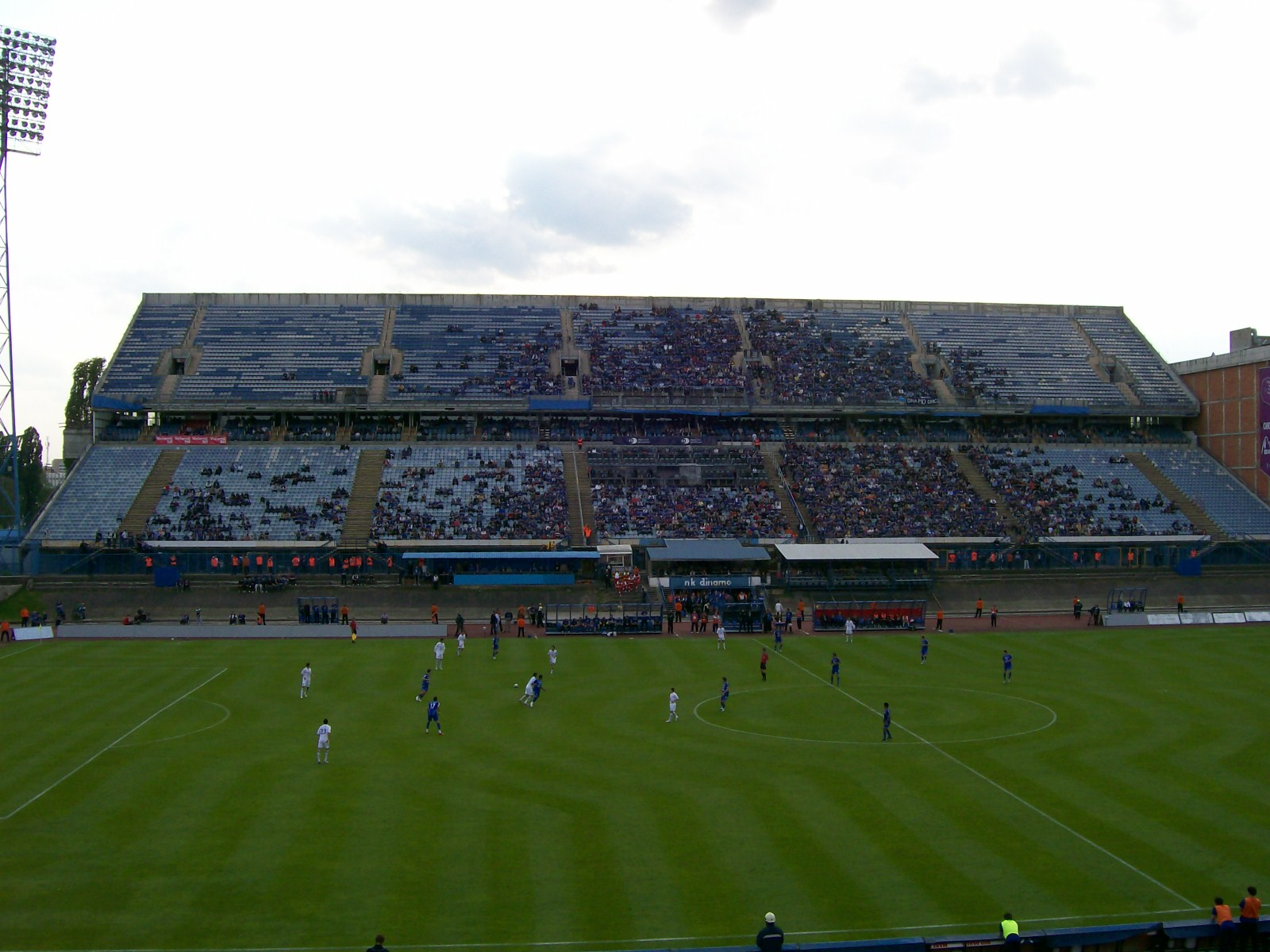
Westtribüne (2008)